# Тайчжоу (Цзянсу)
Тайчжоу (кит. спр. 泰州市, піньїнь: Tàizhōu Shì) — місто-округ в китайській провінції Цзянсу. 

## Географія
Тайчжоу розташовується у центрі провінції.

### Клімат
Місто знаходиться у зоні, котра характеризується вологим субтропічним кліматом. Найтепліший місяць — липень із середньою температурою 27.7 °C (81.9 °F). Найхолодніший місяць — січень, із середньою температурою 2.4 °С (36.3 °F).
| Клімат Тайчжоу          | Клімат Тайчжоу | Клімат Тайчжоу | Клімат Тайчжоу | Клімат Тайчжоу | Клімат Тайчжоу | Клімат Тайчжоу | Клімат Тайчжоу | Клімат Тайчжоу | Клімат Тайчжоу | Клімат Тайчжоу | Клімат Тайчжоу | Клімат Тайчжоу | Клімат Тайчжоу |
| Показник                | Січ.           | Лют.           | Бер.           | Квіт.          | Трав.          | Черв.          | Лип.           | Серп.          | Вер.           | Жовт.          | Лист.          | Груд.          | Рік            |
| Середня температура, °C | 2,4            | 3,7            | 8,1            | 14,2           | 19,7           | 24             | 27,7           | 27,6           | 22,7           | 17,1           | 10,9           | 4,7            | 15,2           |
| Норма опадів, мм        | 31.5           | 46.8           | 61.6           | 79.9           | 91.7           | 150            | 205.8          | 141.3          | 112.6          | 55.1           | 50.8           | 27.4           | 1054.5         |
| Днів з опадами          | 9,1            | 10,2           | 11,4           | 12,3           | 12,3           | 11,5           | 13,3           | 12,3           | 12,2           | 11             | 10             | 9              | 134,6          |
| Вологість повітря, %    | 72.7           | 73.7           | 73.1           | 74.6           | 75.5           | 78.7           | 82.6           | 81.5           | 80.3           | 77.2           | 75.5           | 73             | 76.5           |
| ----------------------- | -------------- | -------------- | -------------- | -------------- | -------------- | -------------- | -------------- | -------------- | -------------- | -------------- | -------------- | -------------- | -------------- |
| Джерело: Weatherbase    |                |                |                |                |                |                |                |                |                |                |                |                |                |

## Адміністративний поділ
Міський округ поділяється на 3 райони і 3 міста:
| Карта                                         | Карта    | Карта    | Карта            |
| --------------------------------------------- | -------- | -------- | ---------------- |
| Сінхуа Хайлін Цзян'янь Гаоган Тайсін Цзінцзян |          |          |                  |
| Статус                                        | Назва    | Оригінал | Населення (2020) |
| Район                                         | Гаоган   | 高港区   | 310 000          |
| Район                                         | Хайлін   | 海陵区   | 750 000          |
| Район                                         | Цзян'янь | 姜堰区   | 668 408          |
| Місто                                         | Сінхуа   | 兴化市   | 1 128 204        |
| Місто                                         | Тайсін   | 泰兴市   | 994 445          |
| Місто                                         | Цзінцзян | 靖江市   | 663 408          |